# アナクサゴラス
アナクサゴラス（希: Αναξαγορας, Anaxagoras、紀元前500年頃 - 紀元前428年頃）は、古代ギリシアの自然哲学者。イオニア学派の系譜をひくとされる。
小アジア・イオニアのクラゾメナイ出身。紀元前480年、アテナイに移り住む。アナクサゴラスはイオニアからアテナイに哲学を持ち込んだ最初の哲学者である。
彼は、物体は限りなく分割されうるとし、この無限に小さく、無限に多く、最も微小な構成要素を、「スペルマタ」（spermata、種子の意味）と呼んだ。
さらに、宇宙（世界）やあらゆる物質は、多種多様な無数のスペルマタの混合によって生じるとし、宇宙の生成において、はじめはただごちゃまぜに混合していたスペルマタが、「ヌース」（nous、理性の意味、ヌゥスとも）の働きによって次第に分別整理され、現在の秩序ある世界ができあがった、というのが彼の根本思想である。
太陽は「灼熱した石」であると説き、太陽神アポローンに対する不敬罪に問われた。このときは、友人であったペリクレスが弁護に立ったため軽微な刑で済んだが、結局アテーナイを去ってラムプサコスに移り、そこで死去することとなった。

## 生涯
アナクサゴラスは、当初はいくらかの財産をもっており、地元での政治的成功も見込まれていたようである。ところが彼は、知識の探求の妨げになるとして地位も財産も自ら放棄したと言われている。ヴァレリウス・マキシマムによる伝承によると、彼が長い航海から帰るとその財産が失われていた。それを知った彼は「仮に残っていたとしても、自ら放棄しただろう」と言ったという。ローマ人はこの言葉を「最高の知恵のあり方を示している」と評している。彼はギリシア人であったが、イオニアの反乱でクラゾメナイが鎮圧されていた間はペルシアの軍隊にいたようである。
壮年期（紀元前464ー461年、36歳頃ー39歳頃）に彼は、当時急速にギリシア文化の中心に成りつつあったアテナイに移り住んだ。その地で彼はおよそ30年の歳月を過ごすことになる。アテナイの政治家ペリクレスは彼を敬愛し褒め称えた。また詩人のエウリピデスの科学と人間愛に対する熱意は彼に導かれたものである。
アナクサゴラスは、イオニアの哲学と科学的探求の精神を、アテナイへともたらした。彼は天体や隕石の観察から、宇宙の秩序に対する新しい説を提唱した。彼は日食、月食、流星、虹そして太陽に対する科学的な説明を試みた。太陽は燃え盛る巨大な石の塊であり、ペロポネソス半島よりも大きいという説を唱えた。また彼は、月が太陽の光を反射して光っていると唱えた最初の人物でもある。月には山があるとも唱えており、人が住んでいると考えていた。また彼は、天体は地球から分裂した巨大な石の塊であり、高速の回転によって燃えているのだと主張した。星も太陽と同様に燃え盛る石の塊であるにもかかわらず、私たちがその熱を感じないのは、星々が地球からとてつもなく遠くに離れているためであると説明した。また彼は、地球は平坦であり、その下にある「強い」空気によって支えられて浮かんでいて、この空気の乱れが地震の原因であると考えた。しかしこれらの考察のため、アテナイの人々は彼を不敬の罪で攻め立てるようになる。ディオゲネスの伝えるところでは、クレオンによって不敬の罪で訴えられたとある。一方プルタルコスによれば、ペロポネソス戦争での失策を受けてアテナイ市民から批判を受けていたペリクレスが、自らの保身のためにアナクサゴラスをランプサコスに送ったとある。
ディオゲネスによると、紀元前450年頃（50歳頃）アナクサゴラスの裁判の際にペリクレスが彼を弁護したとあるが、それでもアナクサゴラスは、アテナイからトローアスのランプサコスへと隠居せざるを得なかった（紀元前434ー433年、66歳頃）。その地で彼は紀元前428年頃、約72歳でその生涯を終えた。ランプサコスの市民は彼を追悼して「知性と真理」の祭壇を築き、彼の命日を記念日として長年に渡って供養した。
アナクサゴラスは哲学に関する一冊の本を書いたが、6世紀にキリキアのシンプリキウスが保存した一部分の断片しか現存していない。　

## 宇宙論

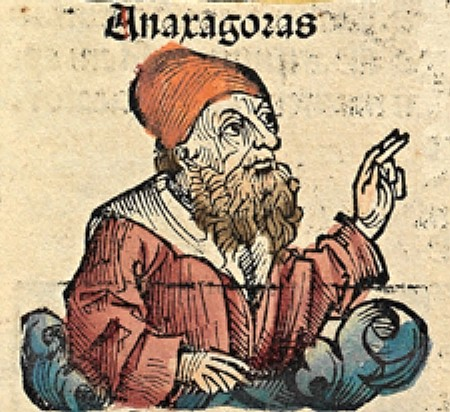
アナクサゴラス、ニュルンベルク年代記より。

万物はこの世の始まりから存在していた。初め万物は無限小の破片に、数限りなく分かれており、それらが分かちがたく結合していた。万物はこの塊の中にあったが、互いにぼんやりとした判然としない状態であった。その原始の混合物の中に、麦、肉、金などの種（スペルマタ）あるいは縮図のようなものが存在していた。だがこれらの部分部分がその性質や特定の名前を与えられるためには、この複合体から分離される必要があった。理性は異なった物から同質の物を選び出した（panta chremata en omou eita nous elthon auta diekosmese）。「ヌース（nous、知性、理性、精神などの意味）」と呼ばれるこの奇妙な存在は、混沌の塊と同様に数限りなく存在する。ヘラクレイトスの言う「ロゴス（言語、論理などの意味）」とは異なり、ヌースは同質で独立した（mounos ef eoutou）存在であり、微細な物体で、自身の表現する物その物であり、どの部分もすべて等しい。すべての知識と力を有している、このとらえ所のない存在は、特に生命のすべてを支配している点に見られる。
ヌースが原因となって、原始の混合体は回転を始めた。回転はある一点から始まり、遠心分離のような作用によって徐々に広がった。やがて認識可能な実体を形取るようになり、現在のような宇宙となった。だがこの出来事が完全に行われた後にも、原始の混合体は完全に圧倒されたわけではなかった。この世の何一つ、他の物からぶっつりと分かれてしまうようなことはない。
アナクサゴラスが「理性（ヌース）」と「魂」を区別しそこなったとするアリストテレスの批判は注目に値する。一方ソクラテスは、アナクサゴラスのヌースとは、ソクラテスが意図と知識の原因とみなしたデウス・エクス・マキナのことにすぎないと考えた（プラトン著『パイドン』）。
アナクサゴラスはさらに、いかにして原始の混沌から現在のように整理された世界が生まれたのかという過程を順を追って説明した。まず冷たい霧と温かいエーテルとの分離が混沌を破った。冷たさが増すにつれて霧は、やがて雨となり、土となり、石となった。それまで中に浮かんでいた生命の種はその雨によって下降して草木を育んだ。人間を含む動物は、暖かく湿った泥から生まれた。以上のようなことが正しいとすれば、我々は感覚のもたらす証拠というものを疑って掛からねばならない。感覚に頼れば、物事が生まれては消えていくように見える。だが思慮深く考えれば、死や成長というものは新たな集合（synkrisis）と分裂（diakrisis）にすぎないのだ。そのため彼は感覚というものを疑い、思慮分別による結論に重きをおいた。（例えば彼は、雪の中には白と同様に黒も存在していると主張している。）
アナクサゴラスは哲学史の分岐点となった。これは彼と共に「思索」というものが、ギリシアの植民地からアテナイに移り渡ったためである。物質が微小の構成要素から成るという思想、また秩序の成立に対する機械論的な過程に対する強調によって、彼は原子論への道を開いた。